# Sportovec roku 2003

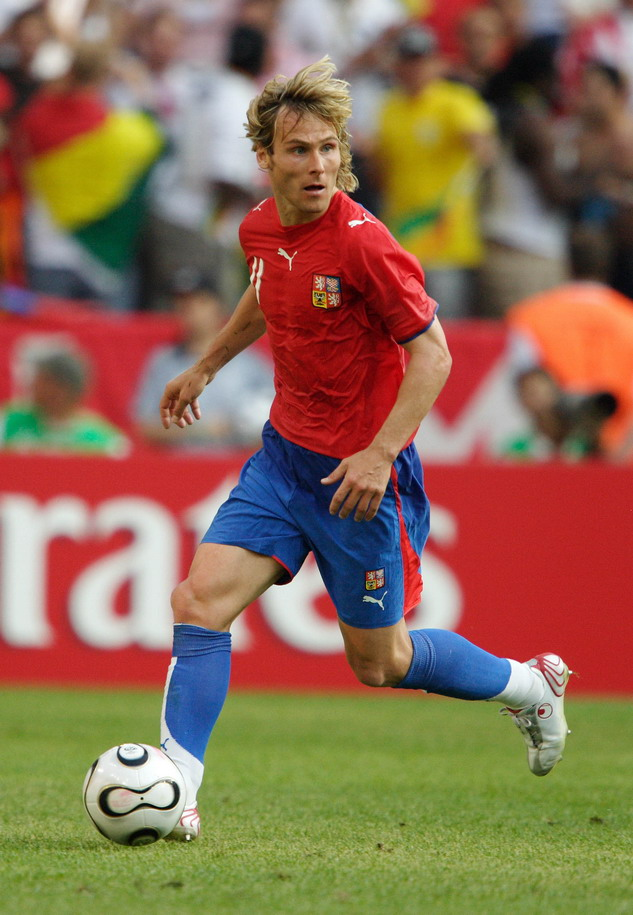
Pavel Nedvěd

Sportovec roku 2003 byl 45. ročník ankety Sportovec roku a jedenáctý v samostatném Česku. Vítězem se stal fotbalista Pavel Nedvěd, který toho roku jako druhý Čech v historii (po Josefu Masopustovi) získal Zlatý míč pro nejlepšího fotbalistu Evropy. S Juventusem se toho roku rovněž probojoval do finále Ligy mistrů. Stal se prvním fotbalistou, kterému se podařilo v anketě Sportovec roku zvítězit, a třetím zástupcem kolektivních sportů (oba jeho předchůdci, Josef Mikoláš a Dominik Hašek, byli hokejisté). V kategorii družstev roku 2003 zvítězila česká fotbalová reprezentace, které se toho roku podařilo po třetí za sebou postoupit na mistrovství Evropy. Čtvrtou sportovní legendou v historii byla vyhlášena oštěpařka Dana Zátopková, olympijská vítězka z Helsinek 1952. Titul sportovkyně roku nikdy nevyhrála, neboť v době její největší slávy anketa ještě neexistovala (vznikla roku 1959). Cenu si převzala osobně, zemřela v roce 2020.

## První desítka jednotlivci
1. Pavel Nedvěd (fotbal) - 1829 bodů
2. Martin Koukal (lyžování) - 1665
3. Milan Hejduk (lední hokej) - 1354
4. Roman Šebrle (desetiboj) - 1324
5. Štěpánka Hilgertová (vodní slalom) - 1061
6. Kateřina Holubcová (biatlon) - 1047
7. Ilona Hlaváčková (plavání) - 839
8. Karel Poborský (fotbal) - 655
9. Jan Koller (fotbal) - 628
10. Martin Doktor (kanoistika) - 562

## První trojka družstva
1. česká fotbalová reprezentace - 550
2. česká ženská basketbalová reprezentace - 424
3. česká mužská volejbalová reprezentace - 224

## Junioři
1. Filip Ditzel (cyklistika)
2. Jaroslav Bába (atletika)
3. Tomáš Caknakis (sportovní střelba)

## Sportovní legenda
- Dana Zátopková